# كايو بالسامو غاردين
كايو بالسامو غاردين (21 ديسمبر 1992 في البرازيل – )؛ هو لاعب كرة قدم كان يلعب كمهاجم.

## وصلات خارجية
- كايو بالسامو غاردين على موقع رابطة كرة القدم اليابانية للمحترفين (اليابانية)
- كايو بالسامو غاردين على موقع Soccerway.com (الإنجليزية)